# ستيفن روبرتسون (سياسي)
ستيفن روبرتسون (بالإنجليزية: Stephen Robertson)‏ هو سياسي أسترالي، ولد في 14 فبراير 1962. حزبياً، نشط في حزب العمال الأسترالي. وقد انتخب عضو المجلس التشريعي ولاية كوينزلاند.